# شاهد إثبات (مسلسل)
شاهد إثبات مسلسل درامي، تشويق، وإثارة مصري من إنتاج سنة 2010. المسلسل من إخراج محمد الرشيدي، وتأليف فداء الشندويلي، ومن بطولة جومانا مراد، و‌نضال الشافعي، و‌طارق لطفي، و‌نهال نور، و‌ رامز أمير.

## ملخص القصة
- رانيا أبو الورد محامية مطلقة تعيش مع ابنتها بعد رفض زوجها السابق وكيل النيابة بهاء كامل عملها، وتواصل نجاحها في عملها وتكسب قضية رأي عام كانت مرفوعة ضد المذيع والصحافي الشهير عصام الكاشف الذي يعثر عليه قتيلًا في وقت لاحق ويُتهم شقيق رانيا بقتله، وعليها أن تثبت براءته.

## طاقم التمثيل
- جومانا مراد[5]
- نضال الشافعي
- طارق لطفي
- نهال نور
- رامز أمير
- حمادة بركات
- ياسر علي ماهر
- جمال أمان
- حسن حرب
- مجدي توفيق
- عادل شعبان
- إيهاب مبروك

## إنتاج
كتب فداء الشندويلي قصة وسيناريو المسلسل. وكان المسلسل من إخراج محمد الرشيدي وإنتاج أمير شوقي.